# Самарова (деревня)
Самарова — деревня в Октябрьском районе Пермского края, относится к Ишимовскому сельскому поселению. Население — 396 чел. (2010).

## Улицы
По состоянию на 2013 год в деревне зарегистрировано 9 улиц:
- Восточная улица
- Зелёная улица
- Майская улица
- улица Мира
- Молодёжная улица
- Набережная улица
- Новая улица
- Цветочная улица
- Центральная улица

## История
По местной легенде, поселение основали два брата Самар и Ишимбай. В процессе выбора места для стоянки между ними возник спор и один, Самар, основал одно поселение, а другой пошел дальше и основал другое.

## Население
| 2010 |
| ---- |
| 396  |

## Источник Манчэбай
Между двумя селениями, Ишимово и Самарово, течет сероводородный источник, который известен по всему району. Местные жители рассказывают, что в давние времена здесь жил старец Мухамак, который умел лечить людей. Это доказывает то, что в настоящее время на этом месте есть старая деревянная бочка, в котором, по легенде, люди принимали ванны.
В 1964 году местные жители свозили воду на экспертизу в город Свердловск, где и были подтверждены её лечебные свойства. В настоящее время на этом месте имеется комплекс для отдыха.